# 指挥控制

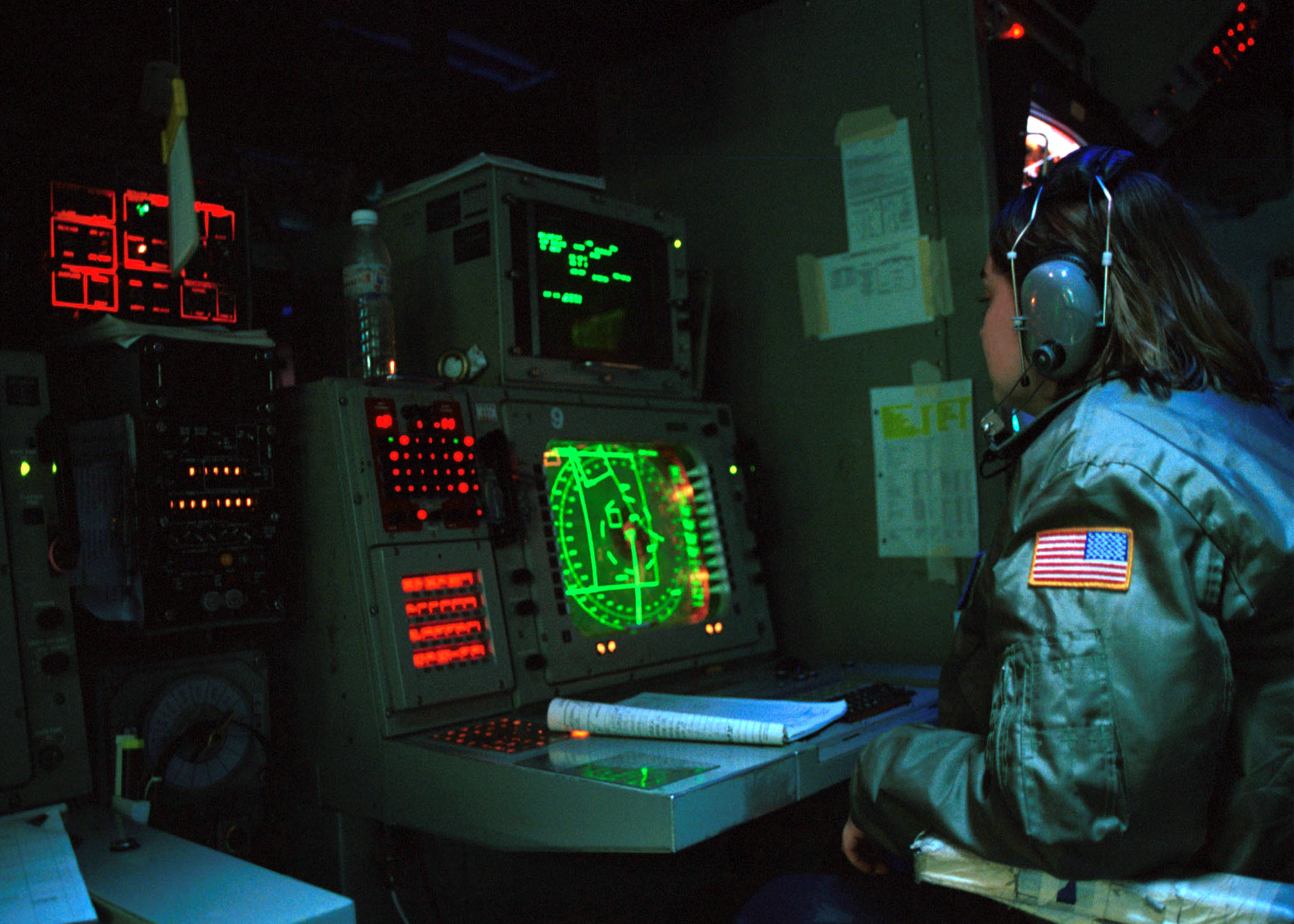
2001年卡尔·文森号航空母舰战斗信息中心的一名看护员

指挥控制（Command and control）指某组织或企业为实现其目标，“借助人力、物力及信息资源解决问题并完成任务的一系列组织和技术上的属性及过程”。该说法常用于军事体系。
1999年左右发行的《美国陆军野战手册3-0》版本将军事组织中的指挥控制定义为在完成任务过程中，由适当指定的指挥官对指定和附属部队行使权力和指挥。
1988年北约的定义是，指挥控制是指由适当指定的个人对分配的资源行使权力和指挥，以实现共同目标。